# Isla Cerro Nevado

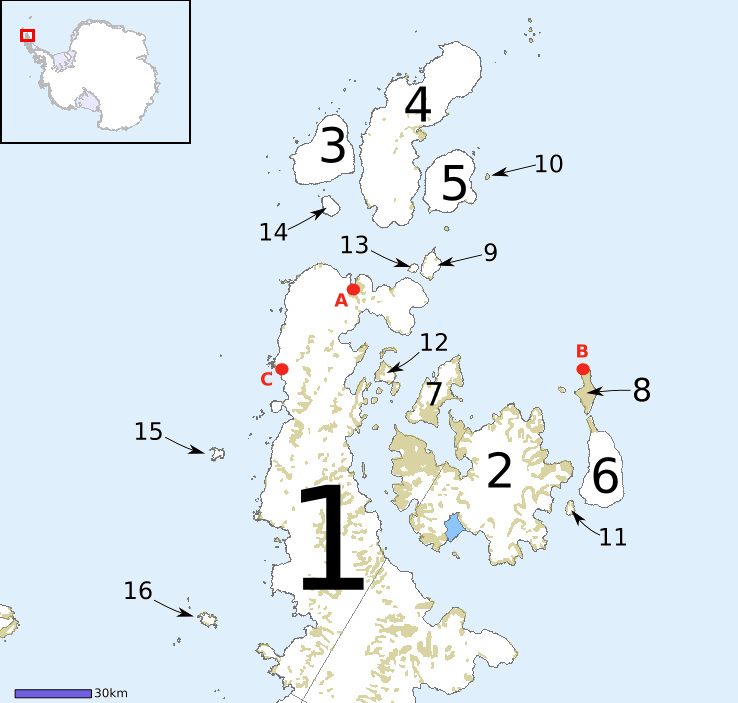
Mapa de la Tierra de Graham, mostrando la isla Cerro Nevado (6).

La isla Cerro Nevado (del inglés: Snow Hill) es una isla ubicada a 64°28′S 57°12′O / -64.467, -57.200, en la costa este de la península Antártica. Mide 32 km de largo y 10 km de ancho, y casi todo el año está completamente cubierta de nieve. 
Es una de las varias islas ubicadas alrededor de la península conocida como Tierra de Graham, y está separada de la isla James Ross, al noreste, por el estrecho Bouchard.
Fue descubierta el 6 de enero de 1843 por la expedición británica de James Clark Ross, quien, creyendo que era un cerro de la isla James Ross, no le dio nombre de isla, denominándolo Snow Hill (cerro nevado) porque estaba cubierto de nieve.
La isla es famosa por haber albergado a los integrantes de la Expedición Antártica Sueca durante un período más prolongado del previsto, producto del naufragio del buque que debía recogerlos. El 1 de enero de 1954 la Armada Argentina estableció en la isla el Refugio Naval Betbeder.

## Expedición de Otto Nordenskjöld

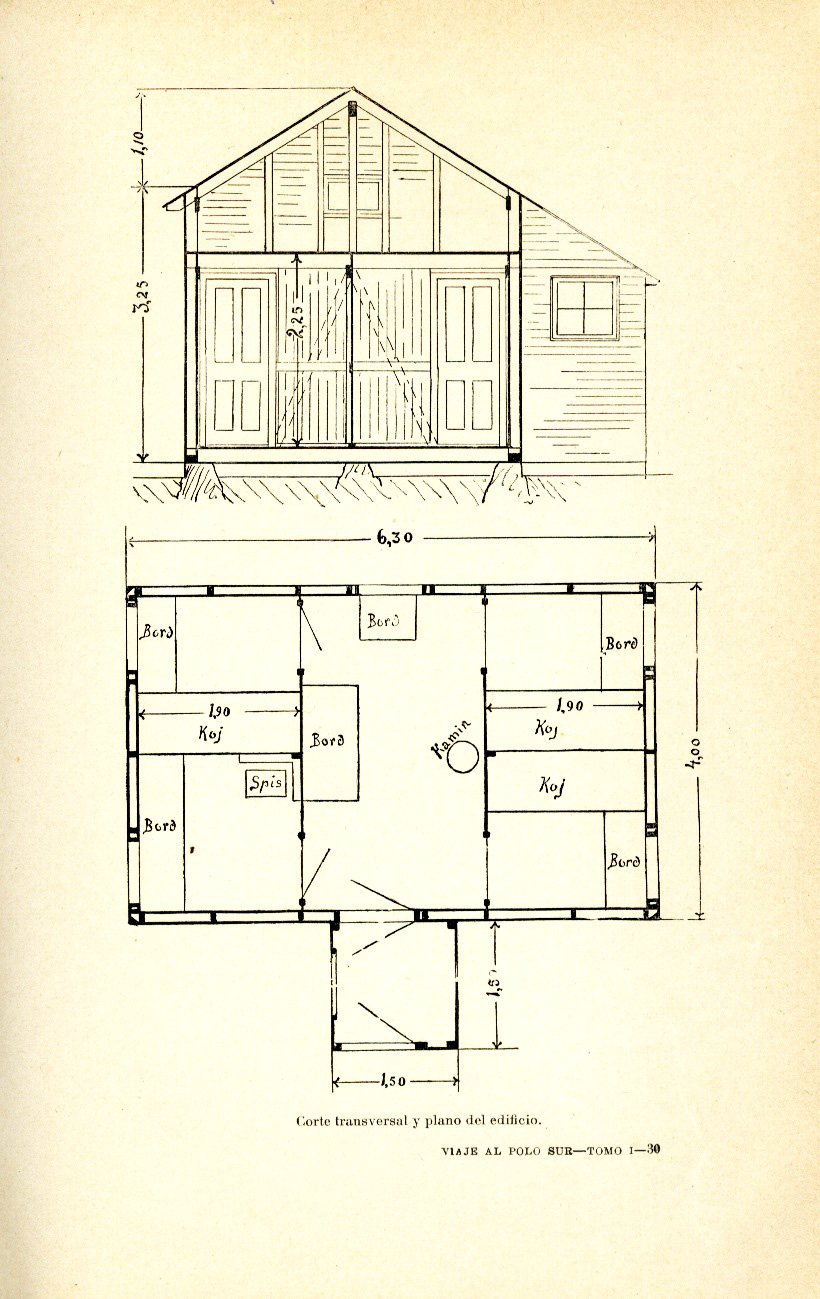
Diseño del refugio de Otto Nordenskjöld.

El 12 de febrero de 1902 llegó a la isla la Expedición Antártica Sueca de Otto Nordenskjöld a bordo del velero Antarctic, provisto de un motor auxiliar de vapor. El capitán del barco era Carl Anton Larsen.
En la isla tuvieron que pasar el invierno el jefe de la expedición junto con el meteorólogo Gösta Bodman y el marinero Gustav Akerlund, todos ellos de nacionalidad sueca, y el argentino José María Sobral, alférez de navío. Realizaron trabajos meteorológicos, magnéticos, astronómicos e hidrográficos, así como expediciones sobre el hielo del mar a las islas vecinas y a la zona próxima de la península Antártica, región luego conocida como Costa Nordenskjold, y que se extiende al suroeste de la isla.
En la isla se montó, en la costa noreste, una cabaña prefabricada de madera, cubierta exteriormente con chapas de cartón embreado. Constaba de cuatro pequeñas habitaciones: tres para servir de dormitorio a dos personas cada una, otra para la cocina y un espacio intermedio para ser utilizado como comedor y gabinete de trabajo. Tenía un altillo para guardar víveres y utensilios. Disponía de dos puertas que dejaban entre ellas espacio para un diminuto vestíbulo. Sus dimensiones eran de 6,5 m de largo por 4 m de ancho. La cabaña dio muy buen resultado, haciendo confortables los dos inviernos que en ella pasaron los cuatro expedicionarios. Nordenskjöld aconsejó después que si se volvía a emplear una cabaña de esta clase en próximas expediciones, sería aún más eficiente si era provista de doble pared, rellenando el espacio entre ambas paredes con serrín. También aconsejaba que el suelo del altillo debería estar cubierto con una lona impermeable, pues a ellos les goteó continuamente sobre sus habitaciones la compota almacenada allí, que se había desparramado al reventar por el frío los envases de vidrio que la contenían. Adyacente a la cabaña fue construida una instalación para observaciones magnéticas y varias casillas para los instrumentos meteorológicos.
Al llegar diciembre, el buque Antarctic que debía recogerlos no pudo llegar a la isla debido al abundante hielo que ese año se había formado a lo largo de la península Antártica, por lo que los expedicionarios de Snow Hill tuvieron que pasar otro invierno en la cabaña. No estuvieron privados de víveres ya que al desembarcar habían sido provistos con abundancia. El Antarctic se encontraba a tres días de navegación de la isla pero cuantas búsquedas de paso entre los hielos realizaron fueron infructuosas.
Del barco, al comprobarse que no podía abrirse camino a través del hielo, desembarcaron tres personas, Andersson, Duse y Grunden, con provisiones para unos pocos días y dotados con un trineo. Debían caminar sobre el hielo marino cerca de la orilla hasta la cabaña de Snow Hill para dar noticia de la imposibilidad del barco de pasar a recogerlos y proponer a Nordenskjöld realizar la marcha hacia el norte, al punto donde habían desembarcado, donde los del barco habían depositado abundantes provisiones para ellos, y pasarían a recogerlos. Calculaban que el viaje de ida duraría no más de cuatro días. Pero pronto encontraron que el mar estaba libre de hielo, extendiéndose el agua hasta la isla. No habiendo hielo de mar sobre el cual hasta entonces habían avanzado sin dificultad, tenían que continuar el viaje por tierra y, una vez estando a la altura de la isla, pasar a ella desde tierra firme. Abandonaron el hielo marino y alcanzaron tierra firme, pero el camino que podía llevarlos hacia el sur era muy rocoso, para el que no estaban preparados, por lo que avanzaron con gran dificultad. Apareció inesperadamente el mal tiempo del ya cercano invierno y ya ni podían avanzar hacia Snow Hill ni volver al punto en el que habían desembarcado. Decidieron invernar en aquel inhóspito lugar, para lo que, adosado a la pared de una roca, construyeron con piedras un diminuto refugio que cubrieron con el trineo y una lona. Habían abandonado el buque con muy pocas provisiones ya que el viaje hasta la cabaña caminando sobre el hielo marino no ofrecía dificultad y la distancia a recorrer era corta. Las pocas horas de buen tiempo que aún gozaron las aprovecharon para matar centenares de pingüinos y alguna foca, que quedaron pronto congelados, siendo el único alimento así como grasa para cocinar que dispusieron hasta que llegó el buen tiempo y pudieron continuar el viaje, otra vez por el hielo marino, consiguiendo finalmente alcanzar la cabaña. 
El Antarctic, tras desembarcar a las tres personas que habían de llegar caminando sobre el hielo hasta la cabaña, zarpó tratando de encontrar de nuevo un paso libre de hielo más al este de la península Antártica, que le permitiese llegar, dando un rodeo, a la isla. Pero acabó siendo cercado por el hielo que lo hundió. Los náufragos consiguieron llegar con las barcas a la isla Paulet en la que construyeron una cabaña con piedras, utilizando los botes y el velamen como cubierta. Nueve meses después, la corbeta argentina Uruguay, al mando de Julián Irizar, que había salido en busca de los expedicionarios, encontró el mar libre de hielos, llegó a Snow Hill y recogió a los siete hombres que allí se encontraban. Días después, navegando en uno de los botes, también llegó desde la isla Paulet el capitán Larsen. El buque argentino embarcó a los que se encontraban en Snow Hill y navegó a la isla Paulet, recogió a los restantes tripulantes y los llevó a Buenos Aires. 
La República Argentina tomó posesión de la cabaña el 8 de enero de 1954, rebautizándola como Refugio Suecia. Desde el 26 de julio de 1965 es Monumento Histórico Nacional. Ha sido restaurada por el Instituto Antártico Argentino y está protegida por el Tratado Antártico, que la designó Sitio y Monumento Histórico N.° 38. Está habilitada como museo y contiene objetos originales de la expedición. Su conservación es asumida por Argentina y Suecia.

## Área importante para las aves

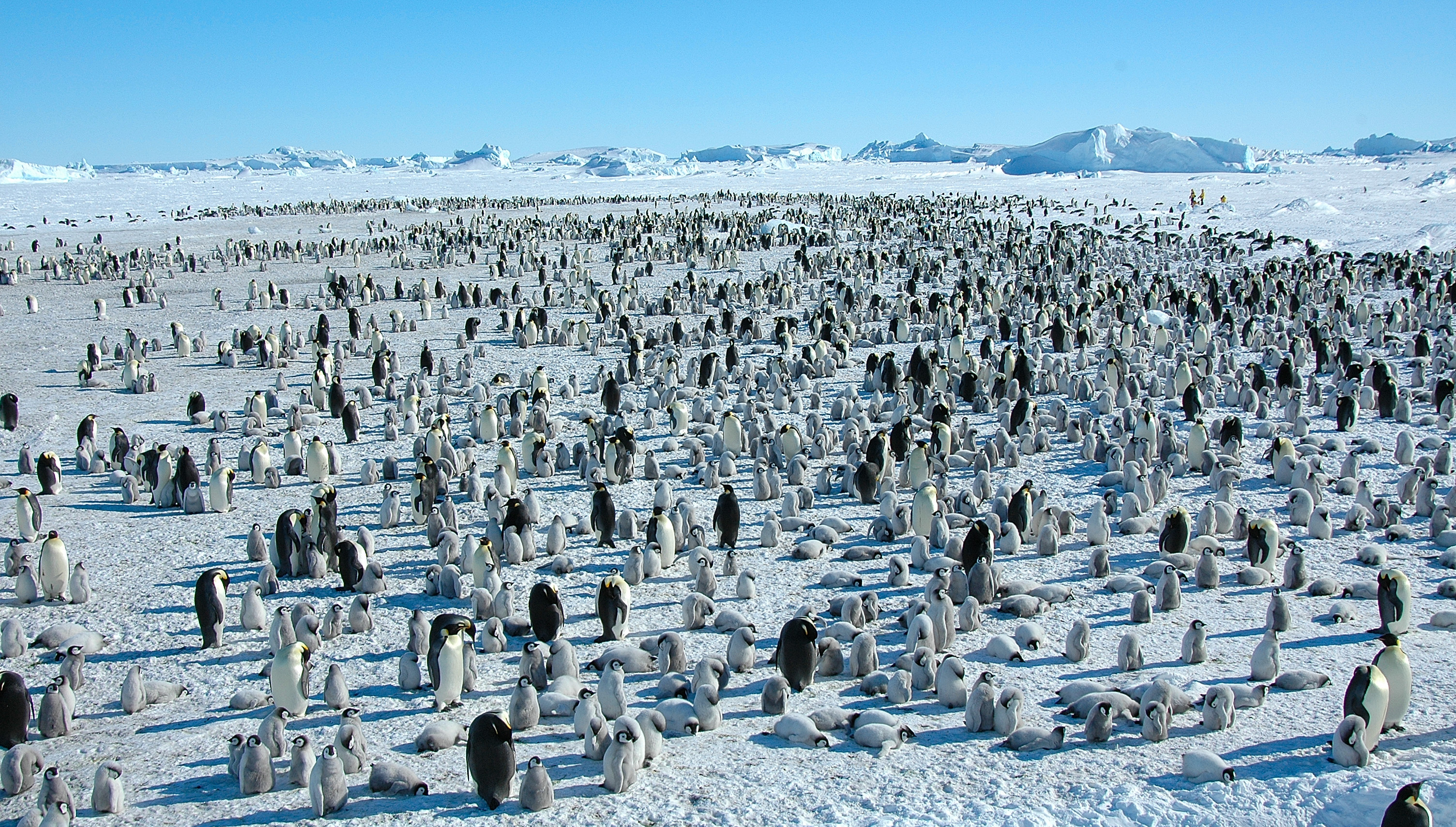
Pingüinos emperador en la isla Cerro Nevado

Un área en el extremo sudoeste de la isla, que comprende 263 hectáreas de hielo marino adyacentes a la costa, ha sido identificado como un área importante para la conservación de las aves por BirdLife International, porque posee una colonia de reproducción de aproximadamente 4000 parejas de pingüinos emperador (Aptenodytes forsteri). Es una de las dos colonias en tierra en la región de la península Antártica, siendo la otra en los islotes Dion.

## Reclamaciones territoriales
Argentina incluye la isla en el departamento Antártida Argentina dentro de la provincia de Tierra del Fuego, Antártida e Islas del Atlántico Sur; para Chile forma parte de la comuna Antártica de la provincia Antártica Chilena dentro de la Región de Magallanes y de la Antártica Chilena; y para el Reino Unido integra el Territorio Antártico Británico. Las tres reclamaciones están sujetas a las disposiciones del Tratado Antártico.
Toponimia de los países reclamantes: 
- Argentina: isla Cerro Nevado
- Chile: isla Cerro Nevado
- Reino Unido: Snow Hill Island